# 临西县
临西县是河北省邢台市下辖的一个县。位于河北省东南部，邢台市东部，部分地区由山东临清于1963年划入。县人民政府驻临西镇珠江西路。
漢代置清淵縣（治今臨西）。北魏更名臨清縣（治今臨西）。金元以後，縣治遷徙水東（治今臨清），遂成為臨清縣的河西部分。1964年析臨清縣衞運河以西5個區設臨西縣。臨西縣歷史上湧現出北宋名將王彥超、明代文學家謝榛、全國勞模呂玉蘭等名人志士。有京杭運河、臨清古城遺址、月窪寺等名勝古蹟。

## 行政区划
临西县下辖6个镇、3个乡：
临西镇、河西镇、下堡寺镇、尖冢镇、老官寨镇、吕寨镇、大刘庄镇、东枣园乡和摇鞍镇乡。

## 人口
根據第七次人口普查數據，截至2020年11月1日零時，臨西縣常住人口326968人，佔全市人口4.60％。全縣常住人口中，男性人口占比50.37%；女性人口占比49.63%。年齡構成方面，0—14歲人口占比26.24%，15—59歲人佔比56.33%，60歲及以上人口占比17.03%，65歲及以上人口占比12.04%。